# Déron Payne
Déron Payne (Nieuw-Vennep, 25 settembre 2002) è un calciatore olandese, difensore del Volendam.

## Carriera
Il 18 maggio 2022 ha firmato un contratto di tre anni con il Volendam ad è stato inizialmente assegnato alla loro squadra U21.
Ha debuttato in Eredivisie con il Volendam il 6 novembre 2022 in una partita contro il Feyenoord.

## Statistiche

### Presenze e reti nei club
Statistiche aggiornate al 19 settembre 2023.
| Stagione        | Squadra         | Campionato      | Campionato | Campionato | Coppe nazionali | Coppe nazionali | Coppe nazionali | Coppe continentali | Coppe continentali | Coppe continentali | Altre coppe | Altre coppe | Altre coppe | Totale | Totale | Totale |
| Stagione        | Squadra         | Comp            | Pres       | Reti       | Comp            | Pres            | Reti            | Comp               | Pres               | Reti               | Comp        | Pres        | Reti        | Pres   | Reti   |        |
| --------------- | --------------- | --------------- | ---------- | ---------- | --------------- | --------------- | --------------- | ------------------ | ------------------ | ------------------ | ----------- | ----------- | ----------- | ------ | ------ | ------ |
| 2021-2022       | Koninklijke HFC | 2D              | 22         | 0          | CO              | 0               | 0               |                    | -                  | -                  |             | -           | -           | 22     | 0      |        |
| 2022-2023       | Jong Volendam   | 2D              | 25         | 0          |                 | -               | -               |                    | -                  | -                  |             | -           | -           | 25     | 0      |        |
| 2022-2023       | Volendam        | ED              | 3          | 0          | CO              | 0               | 0               |                    | -                  | -                  |             | -           | -           | 3      | 0      |        |
| 2023-2024       | Volendam        | ED              | 4          | 0          | CO              | 0               | 0               |                    | -                  | -                  |             | -           | -           | 4      | 0      |        |
| Totale carriera | Totale carriera | Totale carriera | 54         | 0          |                 | 0               | 0               |                    | -                  | -                  |             | -           | -           | 54     | 0      |        |

## Palmarès

### Club

#### Competizioni nazionali
- Eerste Divisie: 1

Volendam: 2024-2025